# كات كويست
كات كويست (بالإنجليزية: Cat Quest)‏، هي لعبة فيديو والتي تصنف كلعبة أكشن تقمص أدوار، صدرت في الأسواق سنة 2017، وتعمل لعدة منصات ومنها بلاي ستيشن 4، مايكروسوفت ويندوز وأندرويد.

## المواقع الخارجية
- الموقع الرسمي
 (الإنكليزية)